# Jaeundo
Jaeundo är en ö i Sydkorea.   Den ligger i provinsen Södra Jeolla, i den sydvästra delen av landet, 300 km söder om huvudstaden Seoul. Arean är 52 kvadratkilometer. Ön tillhör administrativt Jaeun-myeon.
Terrängen på Jaeundo är platt. Öns högsta punkt är 364 meter över havet. Den sträcker sig 10,6 kilometer i nord-sydlig riktning, och 12,1 kilometer i öst-västlig riktning.  Trakten runt Jaeundo består till största delen av jordbruksmark.